# Узмате-Велате
Узмате-Велате (итал. Usmate Velate) — коммуна в Италии, в провинции Монца-э-Брианца области Ломбардия.
Население составляет 8608 человек, плотность населения составляет 956 чел./км². Занимает площадь 9 км². Почтовый индекс — 20040. Телефонный код — 039.
Покровительницей коммуны почитается святая Маргарита, празднование в первый понедельник июля.